# Lepadella discoidea
Lepadella discoidea is een raderdiertjessoort uit de familie Lepadellidae. De wetenschappelijke naam van deze soort is voor het eerst geldig gepubliceerd in 1993 door Segers.